# Elles (pel·lícula de 2011)
Elles és una pel·lícula de drama eròtic del 2011 coescrita i dirigida per la directora polonesa Małgośka Szumowska. Mostra un episodi de la vida d'Anne (Juliette Binoche), una periodista parisenca de la revista francesa Elle que està escrivint un article sobre estudiants universitàries que exerceixen la prostitució.
Tot i que les joves opten per la discreció, Anne persuadeix dos estudiants perquè s'entrevistin amb ella: la provocadora Alicja (Joanna Kulig), una ambiciosa estudiant d'economia que va marxar de Polònia per a continuar la seva formació; i la subtil Charlotte (Anaïs Demoustier), inscrita en una classe préparatoire , decidida a deixar enrere la seva modesta formació provincial. On Anne espera misèria i angoixa, descobreix llibertat, orgull i empoderament, i a mesura que la curiositat professional d'Anne per les dues dones esdevé una qüestió d'interès personal, comença a redescobrir la seva pròpia sexualitat.
Elles es va estrenar al Festival Internacional de Cinema de Toronto de 2011 i es va estrenar als cinemes francesos l'1 de febrer de 2012. La pel·lícula va ser classificada com a NC-17 per la Motion Picture Association als Estats Units d'Amèrica com a resultat del seu contingut sexual explícit, tot i que aquesta qualificació es va retirar més tard, deixant la pel·lícula sense classificació.

## Argument
Durant el transcurs d'un dia, Anne (Juliette Binoche) intenta complir la data límit per al seu article sobre la prostitució, mentre compra i prepara el sopar per al cap del seu marit i la seva esposa. També està preocupada pels seus dos fills, el més gran dels quals ha fet campana mentre que el petit sembla que comença a estar enganxat als videojocs. Aquesta narració es veu interrompuda pels salts enrere de les converses que Anne ha tingut amb dues estudiants, escenes de les seves vides i l'efecte que el seu treball a la indústria del sexe està tenint en elles i en el seu cercle més pròxim.
El final de la pel·lícula se centra en la vida d'Anne i l'efecte que aquestes trobades amb les dos estudiants han tingut en ella i en la relació amb el seu marit.
La directora Małgośka Szumowska va afirmar que Joanna Kulig es va sentir incòmoda quan va rodar l'escena que representa un client orinant sobre el seu cos nu. Va afegir que durant la filmació l'actriu va demanar que es reproduís música clàssica de fons i que no romangués al plató tot l'equip de rodatge. Anaïs Demoustier va declarar que l'escena amb el client sàdic era molt difícil de filmar perquè la directora volia improvisar.